# Cneazul necunoscut
Un arhonte necunoscut (în sârbă непознати архонт / Arhont nepoznati) sau cneaz necunoscut (непознати кнез / nepoznati knez) sau arhonte sârb necunoscut (неименовани српски архонт / neimenovani srpski arhont) sau pur și simplu arhonte sârb (српски архонт / srpski arhont) se referă la prințul sârb care i-a condus pe sârbii albi din patria lor pentru a se stabili în Peninsula Balcanică în timpul domniei împăratului bizantin Heraclius I (610 – 641), așa cum este menționat în De Administrando Imperio, lucrare scrisă a împăratului Constantin al VII-lea Porfirogenet (în 950). Lucrarea afirmă că el a fost fondatorul  primei dinastii sârbe (cunoscută sub numele de Vlastimirović) și că a murit înainte de venirea bulgarilor în Europa (în 680). Istoriografia sârbă îl tratează de obicei ca pe primul conducător sârb. Dinastia poartă numele prințului Višeslav (domnie cca. 780), primul conducător sârb căruia i se cunoaște numele, acesta este un descendent al cneazului necunoscut. 
Relatarea lui Constantin al VII-lea Porfirogenet despre prima creștinare a sârbilor poate fi datată ca având loc în 632–638; aceasta ar fi putut fi o invenție a lui Porfirogenet sau ar fi putut avea loc cu adevărat, cuprinzând doar un grup limitat de conducători și apoi creștinarea ar fi fost primită foarte slab de straturile mai largi ale tribului.
Conform istoricului german Ludwig Albrecht Gebhardi (1735-1802), cneazul sârb a fost un fiu al lui Dervan (Dervanus), care a fost ducele (Dux) din Surbi, la est de Saale. Această teorie a fost susținută de Miloš Milojević și de Relja Novaković.
Cu toate acestea, unii cercetători, cum ar fi Tibor Živković, au observat că tot ceea ce știm despre primul conducător sârb din Balcani corespunde pe deplin descrierii legendarului rege Selimir din letopisețul din secolul al XIII-lea scris de un preot anonim din Doclea, Ljetopis popa Dukljanina / Gesta regum Sclavorum.

## De Administrando Imperio
În De Administrando Imperio se afirmă că sârbii sunt descendenți ai sârbilor nebotezați, numiți și „albi”, care au trăit dincolo de Turcia (adică în acel moment Ungaria) într-un loc numit de ei Boiki, unde vecinul lor este Francia, precum și Marea Croație, cea nebotezată.  După ce doi frați l-au succedat pe tatăl lor la stăpânirea Serbiei, unul dintre ei, a luat o parte a poporului, a cerut protecția lui Heraclius, împăratul romanilor, și acest împărat Heraclius l-a primit și i-a dat un loc în provincia Tesalonic, și anume în Serbia, care de atunci a primit această denumire.

## Evenimente contemporane
Sârbii au fost strămutați de bizantini la mijlocul secolului al VII-lea în Asia Mică (vedeți și slavii din Asia Mică), unde orașul Gordoservon a fost menționat în anul 680. Orașul Gordoservon s-a mai numit și Gordoserbon sau  Gordoserba (în greacă: Γορδόσερβον; în sârbă: Гордосервон, Гордосербон).